# Christos Donis
Christos Donis (Atenas, 9 de outubro de 1994) é um futebolista profissional grego que atua como volante.

## Carreira

### Panathinaikos
Christos Donis se profissionalizou no Panathinaikos, em 2012.

## Títulos
Panathinaikos
- Copa da Grécia: 2013–14